# Lista do patrimônio histórico no Maranhão
Essa é uma sublista da lista do patrimônio histórico no Brasil para o estado brasileiro do Maranhão.
| N.   | Ref.  | Nome do patrimônio                           | Órgão(s)                   | Localidade     | Estado | Status | Artigo na Wikipédia          |
| ---- | ----- | -------------------------------------------- | -------------------------- | -------------- | ------ | ------ | ---------------------------- |
| 0596 | 19682 | Antiga Fábrica Santa Amélia                  | IPHAN / Brasil             | São Luís       | MA     | ?      |                              |
|      |       | Conjunto Arquitetônico de Alcântara          | IPHAN/Brasil               | Alcântara      | MA     |        |                              |
| 0597 | 19671 | Canoa Costeira Dinamar                       | IPHAN / Brasil             | São Luís       | MA     | ?      |                              |
| 0599 | 19672 | Capela de São José da Quinta das Laranjeiras | IPHAN / Brasil             | São Luís       | MA     | ?      |                              |
| 0604 | 19674 | Casas Av. Pedro II, nº 199 e 205             | IPHAN / Brasil             | São Luís       | MA     | ?      |                              |
| 0606 | 20972 | Complexo Cultural do Bumba-meu-Boi           | IPHAN / Brasil             | Maranhão       | MA     | ?      |                              |
| 0610 | 20250 | Engenho Central São Pedro                    | IPHAN / Brasil             | Pindaré-Mirim  | MA     | ?      |                              |
| 0612 | 19676 | Fonte das Pedras                             | IPHAN / Brasil             | São Luís       | MA     | ?      | Fonte das Pedras             |
| 0613 | 19677 | Fonte do Ribeirão                            | IPHAN / Brasil             | São Luís       | MA     | ?      | Fonte do Ribeirão            |
| 0614 | 19678 | Fortaleza de Santo Antônio                   | IPHAN / Brasil             | São Luís       | MA     | ?      |                              |
| 0619 | 19679 | Igreja do Desterro                           | IPHAN / Brasil             | São Luís       | MA     | ?      |                              |
| 0625 | 23438 | Palacete Gentil Braga                        | IPHAN / Brasil             | São Luís       | MA     | ?      |                              |
| 0627 | 23608 | Portão da Quinta das Laranjeiras             | IPHAN / Brasil             | São Luís       | MA     | ?      |                              |
| 0628 | 19680 | Praça Benedito Leite                         | IPHAN / Brasil             | São Luís       | MA     | ?      |                              |
| 0629 | 19675 | Praça Gonçalves Dias                         | IPHAN / Brasil             | São Luís       | MA     | ?      |                              |
| 0630 | 19681 | Praça João Francisco Lisboa                  | IPHAN / Brasil             | São Luís       | MA     | ?      |                              |
| 0631 | 19683 | Retábulo da Igreja Nossa Senhora da Vitória  | IPHAN / Brasil             | São Luís       | MA     | ?      |                              |
| 0632 | 19669 | Ruínas do Forte Vera Cruz                    | IPHAN / Brasil             | Rosário        | MA     | ?      |                              |
| 0633 | 23439 | Sambaqui do Pindai                           | IPHAN / Brasil             | Paço do Lumiar | MA     | ?      |                              |
| 0634 | 19673 | Sede da Academia Maranhense                  | IPHAN / Brasil             | São Luís       | MA     | ?      |                              |
| 0635 | 19684 | Sítio do Físico                              | IPHAN / Brasil             | São Luís       | MA     | ?      |                              |
| 0636 | 21002 | Tambor de Crioula do Maranhão                | IPHAN / Brasil             | Maranhão       | MA     | ?      |                              |
| 0637 | 19685 | Terreiro Casa das Minas Jeje                 | IPHAN / Brasil             | São Luís       | MA     | ?      |                              |
| 0638 | 18435 | Centro Histórico de São Luís                 | IPHAN / Brasil UNESCO / UN | São Luís       | MA     | ?      | Centro Histórico de São Luís |